# Viola d'amore

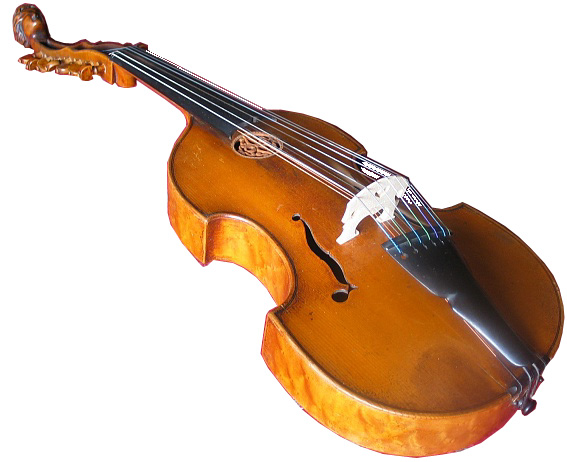
Viola D'Amore

Viola d'amore är en renässansvariant av violan med vanligen 6-7 spelsträngar och ett antal resonanssträngar under greppbrädan.
Viola d'amoren har idag blivit synnerligen populär inom den svenska folkmusiken tack vare dess kombination av bordunklanger och stämspelsmöjligheter. De moderna rekonstruktionerna skiljer sig dock en del i konstruktionen i och med att de oftast har 5 spelsträngar (C-G-D-A-E), altfiolkropp och f-hål istället för de typiska blixtformade ljudhål som fanns på renänssansinstrumenten.[källa behövs]
Violetta marina var en variant som användes i England i början av 1700-talet, bland annat av Georg Friedrich Händel.